# Andlau
Andlau là một xã trong tỉnh Bas-Rhin, thuộc vùng Grand Est của nước Pháp, có dân số là 1654 người (thời điểm 1999).

## Thông tin nhân khẩu
| 1962  | 1968  | 1975  | 1982  | 1990  | 1999  |
| ----- | ----- | ----- | ----- | ----- | ----- |
| 1.529 | 1.584 | 1.919 | 1.744 | 1.632 | 1.654 |

## Địa điểm tham quan
- Nhà thờ Saint-Pierre-et-Saint-Paul (thế kỷ 11/12)